# Colastes anomalopterus
Colastes anomalopterus är en stekelart som först beskrevs av Maximilian Spinola 1851.  Colastes anomalopterus ingår i släktet Colastes och familjen bracksteklar. Inga underarter finns listade i Catalogue of Life.